# Iván César Martínez Montalvo
Iván César Martínez Montalvo (* 1943) ist ein ehemaliger kubanischer Botschafter und Journalist.

## Leben
Iván César Martínez Montalvo studierte von 1962 bis 1965 Wirtschaftswissenschaft, wurde 1969 Barrister anschließend Korrespondent für Prensa Latina, schrieb für Bohemia und gab Revolution and Culture heraus.
1974 trat er in den auswärtigen Dienst, wurde in den Abteilungen Nordamerika sowie Karibik beschäftigt. Von 16. November 1975 bis 1982 war er als erster kubanischer Botschafter in Georgetown (Guyana) akkreditiert. Zwischenzeitlich wurde er 1978 als non-resident Botschafter in Bridgetown (Barbados) und von 16. April bis 3. Oktober 1979 in St. George’s Grenada eingesetzt. Schließlich wurde Montalvo von Februar 1984 bis März 1985 als Botschafter in Harare berufen.